# Ceratozamia norstogii
Ceratozamia norstogii es una especie de planta de la familia Zamiaceae. Es endémica de México. Está amenazado por la pérdida de hábitat.